# 國相
國相，簡称为相，指中国漢朝、魏晋南北朝時代諸侯王或公侯領地的宰相，漢朝為郡國並行制，疆域內設有郡也設有封國，後諸侯王或列侯是虛位元首，封國內實際執政的其實是國相，國相可分「王國國相」與「侯國國相」兩個等級，王國國相，即諸侯相，比照一個郡，與太守相同。「侯國國相」亦稱列侯相，職掌和县的行政長官，如县令或县長相同。

## 歷史
西汉初年，封國國王權力很大，皇帝對封國制約有限，各地諸侯王保持独自的官僚制度，漢朝任命諸侯王的宰相为相国、柱國等。漢朝与諸侯国区别，諸侯王的相称呼时加上国名，比如「趙相国」等。漢惠帝元年（前194年），諸侯王的相国废除，改相国为丞相。
经过吴楚七国之乱，漢景帝中元五年（前145年），諸侯王官僚制度大幅更改，诸侯国的御史大夫、九卿被废除，丞相改称相。再加上漢武帝為中央集權，對各封國實施推恩令後，諸侯王的領地都被宗室瓜分，諸侯王的權力降低甚多，於是各地封國內，實際掌權的行政長官，變成是由皇帝派任的「國相」來掌管。而此後，王國的國相，比照郡的長官郡太守，品秩也是二千石。
西汉之初諸侯相的地位比郡太守高，俸祿比郡太守高，为「真二千石」，随着諸侯王領地分割，王国缩小到郡的大小。漢元帝初元二年（前48年）定諸侯相之位在郡太守之下。漢成帝綏和元年（前8年），諸侯王内史废除，相和郡太守一样，管理諸侯王国的民政。根据《续汉书》百官志，东汉諸侯相的秩石与郡太守同为二千石。
另外，漢朝地方行政制度，在郡國這一層級之下，普遍設县，而跟縣同級的，則設有「侯國」。顧名思義，此等級的侯國的君主，不是國王，而是侯爵，但漢朝時，該國侯爵只是虛君，沒有該侯國之統治權，朝廷派任的侯國國相，相當於該侯國的行政長官。而侯國國相的地位，則比照當時一個縣的長官縣令或縣長般大小，品秩只有八百石至千石。
三国時代曹魏、蜀漢、東吳都继续诸侯相制度。西晉前期，諸王、郡公、郡侯、魏制縣公、列侯之縣侯均設「相」，封國具有固定面積的公、侯、伯、子、男則不設「相」。晋武帝太康十年（289年），封皇子、皇孫為王，封國各達數郡，王國屬郡太守均改為内史，其餘諸侯王之相也改為內史，自此諸王不再設「相」，公侯之「相」仍舊。
東晉南朝，開國郡公所封之郡設「相」，職掌相當於郡太守；開國縣公、侯、伯、子、男所封之縣設「相」，職掌相當於縣令長。北魏孝文帝太和十六年（492年）置開國爵，诸侯相制度同南朝。北魏孝明帝、孝莊帝以降，一地累封的出現使北朝的諸侯相制度漸廢。隋滅陳之後，诸侯相制度不復存在。

## 注
1. ↑  《史記》曹相国世家
2. ↑  《漢書》汲黯传注
3. ↑  《漢書》元帝紀
4. 1 2  姚乐. 《晋书·地理志》县级封国考论[J]. 中国历史地理论丛, 2012, 27(2):143-150.
5. ↑  《晋書》武帝紀
6. ↑  姚乐. 略论两晋统县政区长官之官名问题[C]. 中古社会文明论集, 2010:27-44.
7. ↑  《魏書 卷一百六上 地形志二上第五》：“內史及相仍代相沿。魏自明、莊，寇難紛糾，攻伐既廣，啟土逾眾，王公錫社，一地累封，不可備舉，故總以為郡。”